# نایجل داونپورت
آرتور نایجل دونپورت (انگلیسی: Nigel Davenport؛ ‏ ۲۳ مهٔ ۱۹۲۸ – ۲۵ اکتبر ۲۰۱۳) یک هنرپیشه اهل بریتانیا بود.
از فیلم‌ها یا برنامه‌های تلویزیونی که وی در آن نقش داشته است، می‌توان به ارابه‌های آتش، مردی برای تمام فصول، ماری، ملکه اسکاتلند، جزیره دکتر مورو، پرنده شکاری و باد سخت در جامائیکا، مرحله چهارم اشاره کرد.